# Victor Amaro
Victor Gonçalves Amaro (Rio de Janeiro, 31 gennaio 1987) è un ex calciatore brasiliano, di ruolo centrocampista.

## Carriera
Ha giocato nella prima divisione dei campionati thailandese e laotiano.

## Palmarès

### Competizioni nazionali
- Campionato laotiano: 1

Lao Toyota: 2019